# 40年代
40年代（よんじゅうねんだい）は、西暦（ユリウス暦）40年から49年までの10年間を指す十年紀。

## 主な人物
- カリグラ、ローマ皇帝（37年 - 41年）
- クラウディウス、ローマ皇帝（41年 - 54年）
- パウロ[要出典]、キリスト教福音伝道者